# Wohnhaus Zwischendeichsweg 1
Das Wohnhaus Zwischendeichsweg 1 in der niedersächsischen Gemeinde Hagen im Bremischen, Ortsteil Rechtenfleth, im Landkreis Cuxhaven stammt aus der zweiten Hälfte des 19. Jahrhunderts.
Aktuell (2024) wird es als Wohnhaus genutzt.
Das Gebäude steht unter Denkmalschutz (siehe auch Liste der Baudenkmale in Hagen im Bremischen).

## Geschichte
Das zweigeschossige Gebäude in Einzellage wurde um 1885 gebaut. Es ist ein giebelständiges, verklinkertes und historisierendes Bauwerk mit schiefergedecktem Satteldach auf Drempel, mit Freigespärre, seitlichem Eingang und angebauter Veranda sowie segmentbogigen Öffnungen. Die Steinfassaden sind gestaltet mit Backsteinverzierungen, Lisenen im Giebel, Gesimsen und betonten Stürzen.
Das Landesdenkmalamt befand u. a.: „… ortsgeschichtlich, gebäudetypisch …“